# Poimenesperus niveicollis
Poimenesperus niveicollis is een keversoort uit de familie boktorren (Cerambycidae). De wetenschappelijke naam van de soort is voor het eerst geldig gepubliceerd in 1903 door Aurivillius.